# Groupement des industries françaises aéronautiques et spatiales

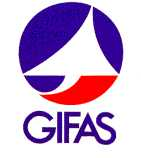

De Groupement des Industries Françaises et Spatiales Aéronautiques (afgekort GIFAS) de Franse associatie van ruimtevaartindustrie. Het werd opgericht in 1908. GIFAS heeft meer dan 260 leden.
De eerste naam van de vereniging was de Association des Industries de la Locomotion Aérienne. Het in 1975 kreeg zijn huidige naam.
De huidige president van GIFAS is Éric Trappier, CEO van Dassault Aviation.

## Organisatie
Bekende leden zijn:
- Airbus
- Astrium
- Dassault Aviation
- Airbus Group
- Airbus Helicopters
- Goodrich Corporation
- Groupe Latécoère
- MBDA
- Ratier
- Safran
- Snecma
- Socata
- Thales Group
- Zodiac Aerospace